# Rod McKuen
Rod McKuen est un poète, compositeur et parolier américain né le 29 avril 1933 à Oakland, Californie (États-Unis), et mort le 29 janvier 2015 à Beverly Hills, Californie.

## Biographie
Dans sa jeunesse, Rod McKuen est disc jockey dans une station de radio d'Oakland, avant d'être engagé comme chanteur dans un club. Il est recruté par Lionel Hampton et part en tournée avec son orchestre.
McKuen est nommé à deux reprises aux Oscars, pour Jean (en), chanson du film Les Belles Années de miss Brodie, et pour A Boy Named Charlie Brown, générique du film Un petit garçon appelé Charlie Brown. En 1969, son disque Lonesome Cities, dans lequel il récite des poèmes, remporte un Grammy dans la catégorie Best Spoken Word Album. 
En 1963, McKuen adapte Le Moribond de Jacques Brel sous le titre Seasons in the Sun. La version enregistrée par le Canadien Terry Jacks se classe en tête du Billboard Hot 100 en 1974. Au cours de sa carrière, Rod McKuen publie des recueils de poèmes. Il vend plusieurs millions d'exemplaires de ses livres, mais sa poésie est dénigrée par les critiques,.

## Discographie
Liste non exhaustive.

## Filmographie
Liste non exhaustive.

### Musiques de films
- 1956 : Rock, Pretty Baby de Richard Bartlett (en)
- 1968 : Joanna de Michael Sarne
- 1969 : Les Belles Années de miss Brodie (The Prime of Miss Jean Brodie) de Ronald Neame
- 1969 : Un petit garçon appelé Charlie Brown (A Boy Named Charlie Brown) de Bill Melendez
- 1973 : Lisa, Bright and Dark téléfilm de Jeannot Szwarc
- 1973 : The Borrowers, téléfilm de Walter C. Miller
- 1976 : Emily d'Henry Herbert
- 2002 : Merci Docteur Rey d'Andrew Litvack
- 2007 : Zodiac de David Fincher
- 2010 : Toast, téléfilm de S. J. Clarkson (en)

### Acteur
- 1956 : Rock, Pretty Baby de Richard Bartlett (en) : Ox Bentley
- 1957 : The West Point Story (en), série télévisée, épisode Operation Survival de James Sheldon : le cadet Tiger Pulaski
- 1958 : Summer Love de Charles F. Haas : Ox Bentley
- 1958 : Sur la piste de la mort (Wild Heritage) de Charles F. Haas : Dirk Breslin
- 1958 : Shirley Temple's Storybook (en), anthologie télévisée, épisode Mother Goose de Mitchell Leisen : Simple Simon
- 1959 : General Electric Theater, série télévisée de Joe Connelly, épisode Bill Bailey Won't You Please Come Home? de Don Medford : Hal
- 1971 : The Mike Douglas Show, talk-show télévisé : lui-même (invité)
- 1989 : La Petite Sirène (The Little Mermaid), film d'animation de John Musker et Ron Clements : voix off
- 1994 : Profession : critique (The Critic), série télévisée d'animation de Al Jean et Mike Reiss, épisode Dr Jay de Dan Jeup et Gregg Vanzo : lui-même voix off
- 2008 : The Boneyard Collection d'Edward L. Plumb, épisode Her Morbid Desires : lui-même